# Чутівський районний краєзнавчий музей
Чу́тівський райо́нний краєзна́вчий музе́й — краєзнавчий музей у смт Чутовому Полтавської області, районний осередок культури і краєзнавства, що висвітлює історію Чутівщини та розповідає про відомих жителів краю.

## Адреса, приміщення і режим роботи
Розташований за адресою:
вулиця Полтавський шлях (колишня Жовтнева), буд. 33, смт Чутове (Полтавська область) — 38 800 Україна.
Музей міститься в Чутівському професійно-технічному училищі № 55. Площа орендованого приміщення складає 235 м², воно має 5 залів.    
Заклад працює з понеділка по п'ятницю (крім державних свят) з 9:00 до 15:00.

## Історія
Музей створено в 1968 році на громадських засадах. 
У 1990-х роках заклад майже 10 років не діяв. 
У 2001 році музей очолила Г.С. Бафталовська. 
У 2011 році районний краєзнавчий музей нагороджений дипломом ІІІ ступеня управління культури Полтавської облдержадміністрації за участь у огляді-конкурсі «Рідний край: сторінки історії — 20-річчю Незалежності України присвячується», а музею присвоєно звання «Народний».
6 березня 2012 року сесія Чутівської  районної ради прийняла районний краєзнавчий музей до спільної власності територіальних громад району, тоді ж прийнято Статут комунальної установи культури «Чутівський районний краєзнавчий музей», з директором закладу Г.С. Бафталовською укладено трудовий контракт.
У 2015 році музей переведено в орендоване відділом культури райдержадміністрації у РВ Фонду державного майна України по Полтавській області приміщення, балансоутримувачем якого є Чутівське професійно-технічне училище № 55. 
У 2015-6 роках у приміщенні музею проведено якісний ремонт з заміною всіх вікон та дверей на метало-пластикові, встановленням металевих решіток, дерев'яну підлогу замінено на керамічну плитку. 
Наприкінці 2010-х здійснюється реекспозиція Чутівського районного краєзнавчого музею: зокрема, вже обладнано українську світлицю та експозицію історичного та залу «Видатні люди Чутівщини». 

Меморіальна дошка на Чутівському районному краєзнавчому музеї

25 липня 2017 року на приміщенні музею відкрито меморіальну дошку з викарбуваними портретом І. С. Мазепи та текстом «25 липня 1687 року поблизу броду Буцького на річці Коломаку Івана Степановича Мазепу було обрано гетьманом України». На масовому заході з приводу відкриття меморіальної дошки були присутні та виступили голова обласної державної адміністрації В. А. Головко, народний депутат України А. О. Река, архієпископ Полтавський і Кременчуцький УПЦ КП Федір, тодішній заступник начальника управління культури облдержадміністрації, потім директор Департаменту культури і туризму Полтавської облдержадміністрації В. В. Вождаєнко, директор Полтавського краєзнавчого музею О. Б. Супруненко, народний артист України В. Г. Голуб; захід висвітлювали журналісти «Лтави» та періодичних видань Полтави і Чутового.
У 2018 році Чутівський районний краєзнавчий музей зайняв 1-е місце в обласному огляді-конкурсі з питань патріотичного виховання «Міцна родина — сильна Україна»; також заклад відзначено Дипломом І ступеня Департаменту культури і туризму Полтавської облдержадміністрації.

## Фонди та експозиція
У Чутівському районному краєзнавчому музеї — 5 700 експонатів, з них основного фонду — майже 4 тисячі штук.
У музеї діють 3 експозиційні зали: 
- «Історія краю» — у цій залі розміщені інформація та експонати, які відображають Чутівщину від далекого минулого до кінця ХХ-го століття;
- «Видатні люди Чутівщини» — тут вміщена інформація про видатну художницю і письменницю світового рівня М. Башкирцеву, фундатора української індології, професора Харківського університету П. Ріттера, жінку тисячоліття в галузі кінематографії, народну артистку родом з Чутового К. Лучко, Почесного громадянина Чутового, Героя Праці І. Ропавку та відомих творчих людей сучасності;
- «Українська світлиця» — у ній проводяться масові заходи з народознавства, зокрема про українські народні звичаї та обряди. Так, наприклад, тут  проведено масові заходи на тему «Звичаї нашого краю» для викладачів української мови та літератури, директорів професійно-технічних навчальних закладів області, інших категорій відвідувачів.

## Діяльність
Чутівський районний краєзнавчий музей здійснює широку дослідницьку та пошукову роботу.
Зокрема, музеєм підготовлено і випущено у Полтавському видавництві ТОВ «АСМІ» 3 книги наукового співробітника музею А. А. Шутя з серії «Видатні люди Чутівщини»: «Син калинового краю», «Політ Горлиці», «Зірки в тумані». 
При музейному створено і працює музейна рада в складі 11 чоловік, діє гурток «Юні екскурсоводи».  
У музеї проводяться групові та індивідуальні екскурсії: оглядова комплексна та 8 тематичних. Музей також проводить зовнішні екскурсії за 5-ма розробленими туристичними маршрутами. Так, у 2018 році в музеї прийнято понад 200 екскурсійних груп, близько 3-х тисяч відвідувачів.

## Цікавий факт
У 2016-7 роках працівники Чутівського районного краєзнавчого музею провели дослідження з проблеми обрання Івана Мазепи гетьманом України на нинішній Чутівщині. Зокрема, одержано експертний висновок Інституту української археографії та джерелознавства імені М. С. Грушевського Національної академії наук України від 17 липня 2017 року про обрання Івана Мазепи гетьманом України на теренах нинішнього Чутового.

## Джерело-посилання
- ІНФОРМАЦІЯ ПРО КОМУНАЛЬНУ УСТАНОВУ КУЛЬТУРИ «ЧУТІВСЬКИЙ РАЙОННИЙ КРАЄЗНАВЧИЙ МУЗЕЙ» [Архівовано 13 жовтня 2019 у Wayback Machine.] на Офіційний вебпортал Чутівської районної державної адміністрації [Архівовано 6 грудня 2015 у Wayback Machine.]